# UglyDolls
UglyDolls (Altamente Imperfeito (título em Portugal) ) é um filme de animação de musical de longa-metragem americano-canadense-chinês dirigido por Kelly Asbury, o filme conta com as vozes de Kelly Clarkson, Nick Jonas, Janelle Monáe, Blake Shelton, Pitbull, Wanda Sykes, Emma Roberts, Bebe Rexha, Charli XCX e Lizzo, Foi baseado nos brinquedos de pelúcia com o mesmo nome. UglyDolls  é o primeiro filme da categoria de “família e animação” da STX Entertainment.

## Enredo
Os UglyDolls Moxy, Wage, Babo, Ice-Bat e Wedgehead rumam ao Instituto da Perfeição com o desejo de serem amados mesmo sendo diferentes. Subvertendo a ideia do feio como um adjetivo negativo, a animação mostra que não é preciso ser perfeito para ser incrível.

## Elenco
- Kelly Clarkson como Moxy
- Nick Jonas como Lou
- Janelle Monáe como Mandy
- Blake Shelton como Ox
- Wang Leehom como Lucky Bat
- Pitbull como Ugly Dog
- Wanda Sykes como Wage
- Gabriel Iglesias como Babo
- Emma Roberts como Wedgehead
- Bebe Rexha como Tuesday
- Charli XCX como Kitty
- Lizzo como Lydia
- Ice-T como Peggy
- Laura Nicole Harrison como Jumbotron
- Jane Lynch como Scanner, Eletrônico
- Kelly Asbury como Gibberish Cat, Oliver, Chefe De Cozinha, Botões
- Natalie Martinez como Meghan
- Stephen Zimpel como Michael
- Enrique Santos como Nolan
- Rob Riggle como Robô de Exposição
- Steven Schweickart como Nova chegada
- Afi Ekulona como Tray
- Jacques Colimon como Sporko

## Produção
Em maio de 2011, foi anunciado que a Illumination Entertainment havia adquirido os direitos de fazer um filme de animação da Uglydolls. Chris Meledandri foi selecionado para produzi-lo, com um roteiro de Larry Stuckey. Os criadores originais David Horvath e Sun-Min Kim são produtores executivos. Quatro anos depois, em 2015, a revista Variety informou que um filme de animação baseado em Uglydolls seria o primeiro projeto produzido pela nova divisão de "família e animação" da STX Entertainment. Em 28 de março de 2017, Robert Rodríguez assinou contrato para dirigir, escrever e produzir o filme, com data de lançamento prevista para 10 de maio de 2019. Em 28 de março de 2017, Robert Rodríguez assinou contrato para dirigir, escrever e produzir o filme, com data de lançamento prevista para 10 de maio de 2019. O filme será produzido pela Troublemaker Studios e OddLot Entertainment, com animação fornecida pela Reel FX Creative Studios.
Em março de 2018, foi anunciado que a voz do rapper Pitbull apareceria no filme em um papel desconhecido, e que ele também estaria fazendo uma música original para o filme. Em maio de 2018, foi anunciado que Kelly Asbury assinou contrato para dirigir o filme. Em julho de 2018, outra cantora Kelly Clarkson se juntou ao elenco de vozes do filme como a voz de Moxy e forneceria uma música original para o filme. Em agosto de 2018, Nick Jonas se juntou ao elenco de vozes do filme, e ele também apresentaria uma música original para o filme. Em setembro de 2018, os comediantes Wanda Sykes e Gabriel Iglesias se juntaram ao filme. Em 20 de setembro de 2018, foi anunciado que o cantor de música country Blake Shelton havia se juntado ao filme e seria a voz de Ox, assim como o cantor de música original. Em outubro de 2018, foi anunciado que Janelle Monáe e Emma Roberts foram contratadas para o filme.

## Música
O filme contará com músicas originais de Kelly Clarkson, Pitbull, Nick Jonas, Robin Stevens Blake Shelton, Nerea Rodríguez, Why Don't We e Janelle Monáe Y Omar Angulo. A trilha sonora é composta por Christopher Lennertz e será lançada pela Atlantic Records.

## Promoção
O primeiro trailer do filme foi lançado em 8 de novembro de 2018.

## Lançamento
UglyDolls foi lançado em 3 de maio de 2019 pela STX Entertainment.

## Recepção
No Rotten Tomatoes, o filme tem uma classificação de aprovação de 27% com base em 70 críticas, com média de 4,39 / 10. O consenso crítico do site diz: "Os espectadores mais jovens poderiam se divertir com o UglyDolls, se eles tivessem menos probabilidade de reconhecer os muitos elementos familiares em sua história afirmativa, porém formulada."